# آرامگاه امامزاده رحمن و امامزاده زید
بقعه امامزاده رحمن و امامزاده زید مربوط به سدهٔ ۷ تا ۹ ه.ق است و در شهرستان کرج، روستای پلنگ آباد واقع شده و این اثر در تاریخ ۲۳ فروردین ۱۳۴۶ با شمارهٔ ثبت ۷۵۵ به‌عنوان یکی از آثار ملی ایران به ثبت رسیده است.

## نگارخانه

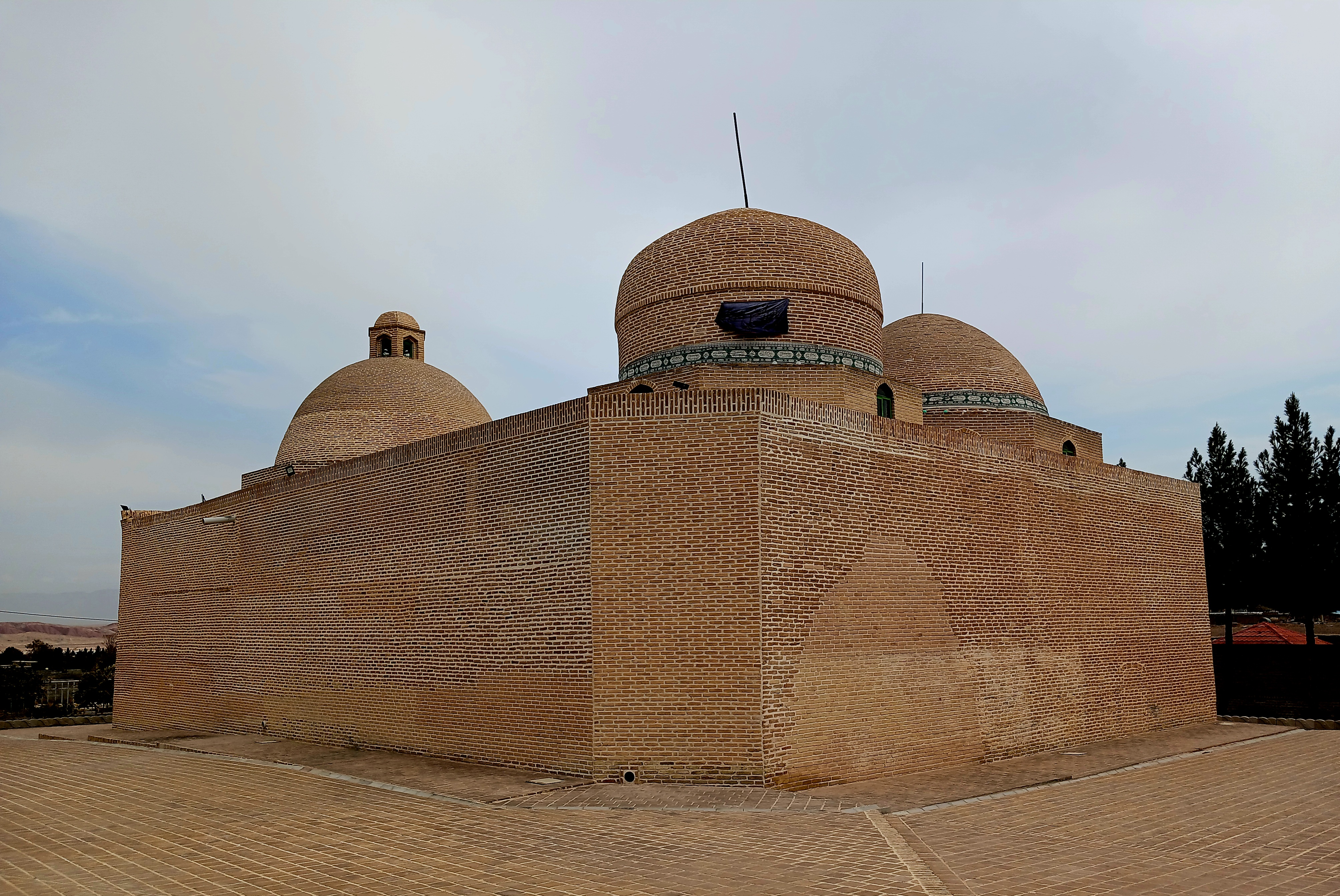
نمای جنوب غربی
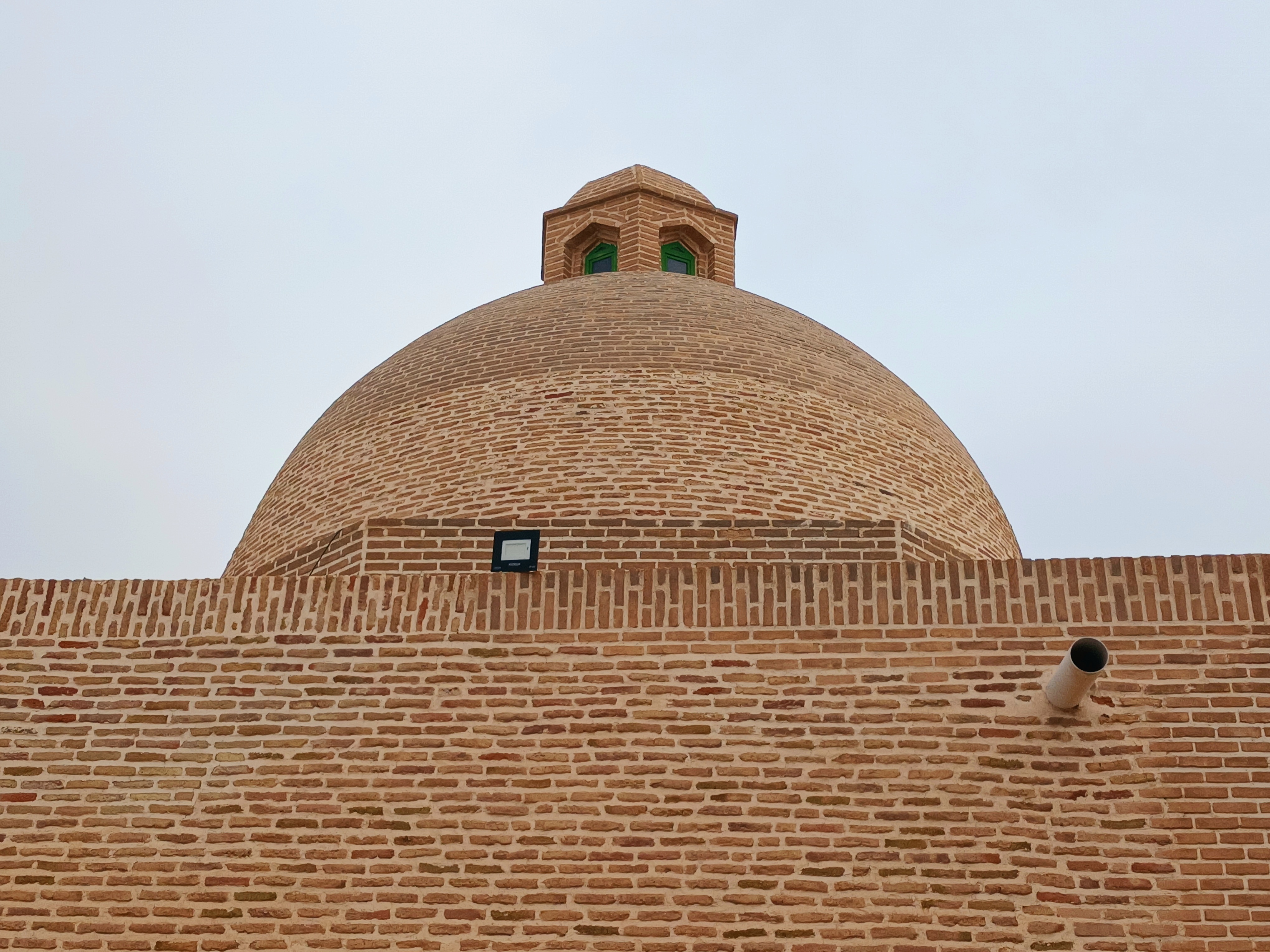
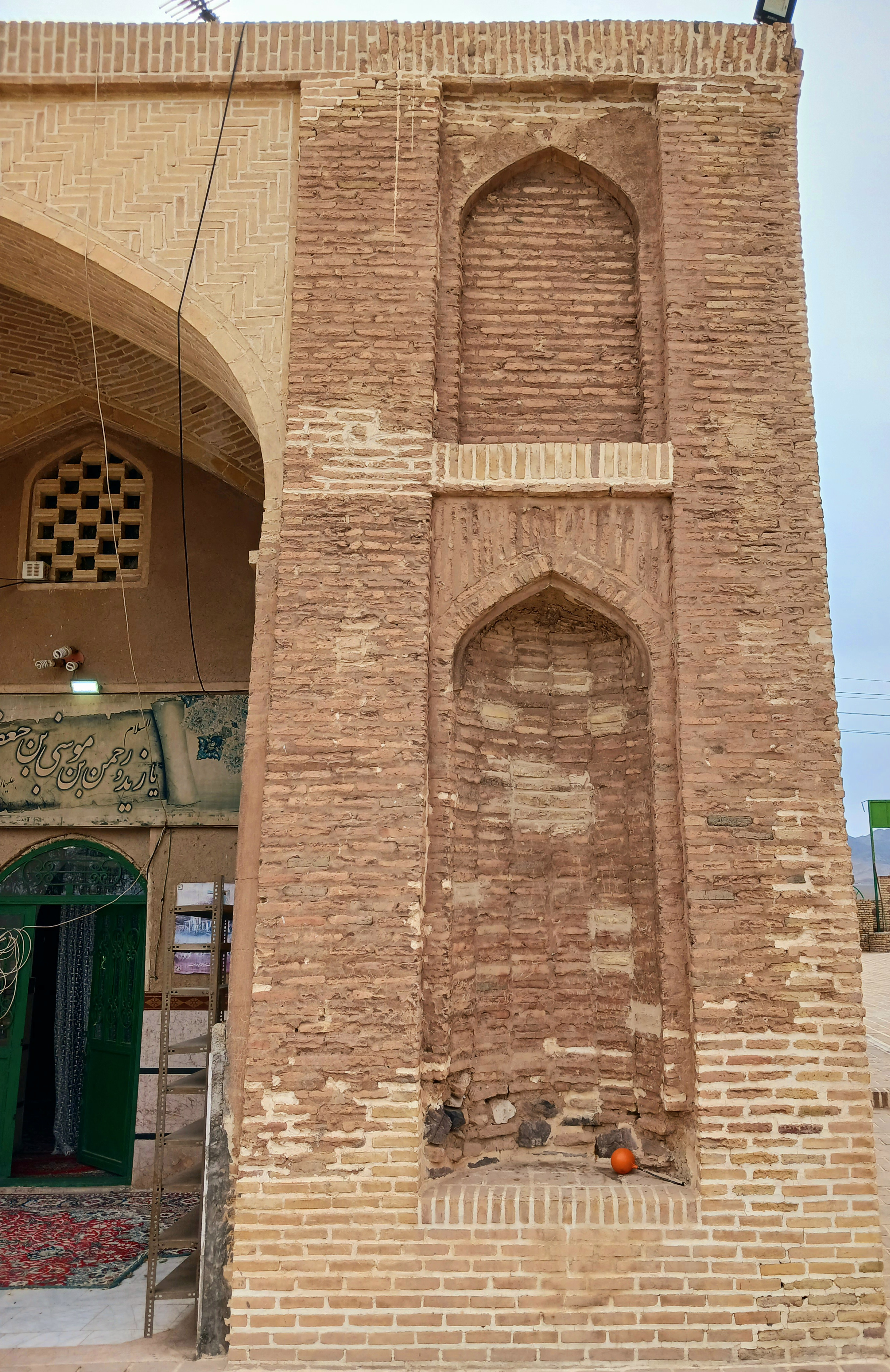
بخشی از ایوان ورودی آرامگاه
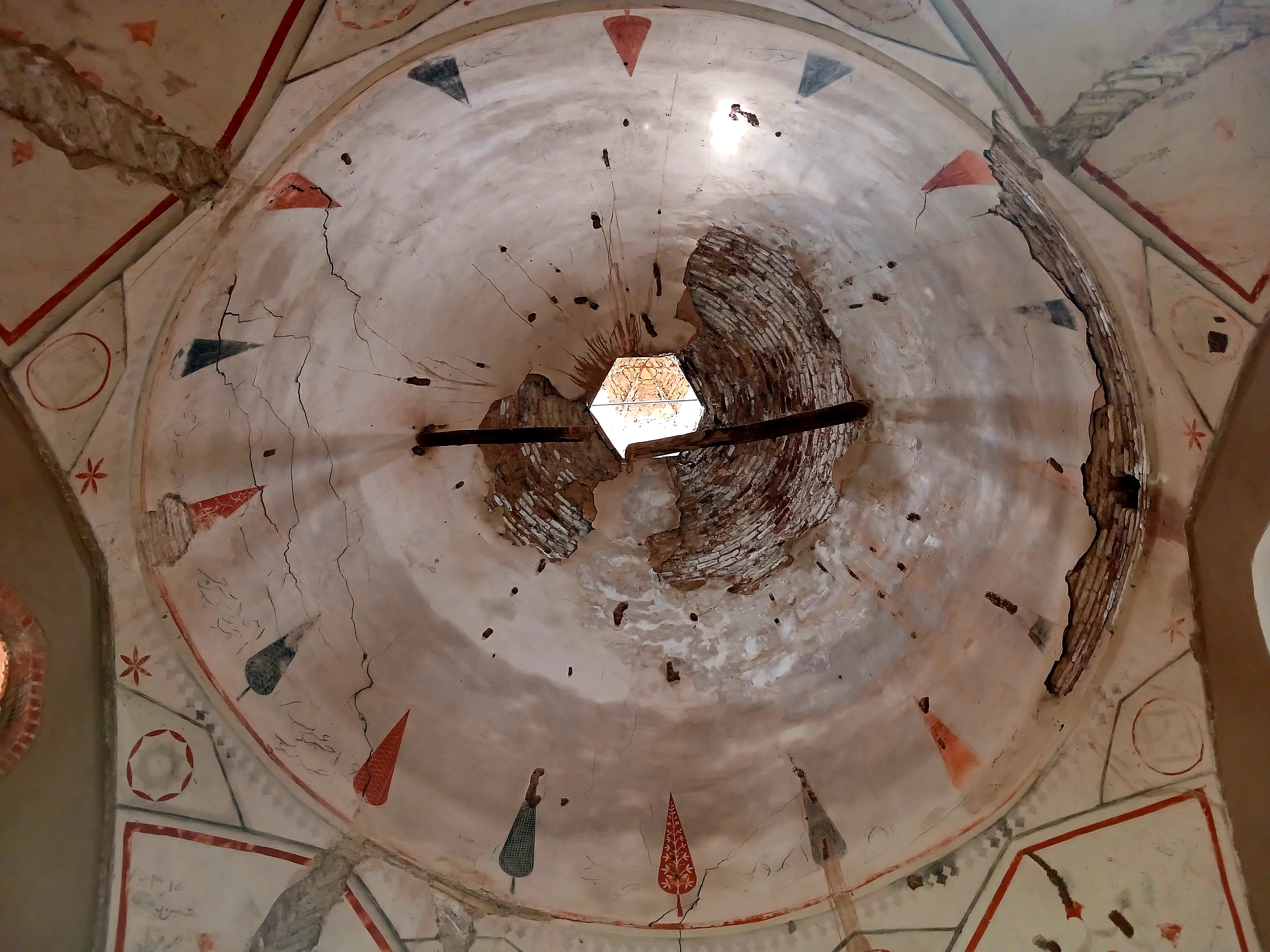
زیر گنبد شمالی متعلق به دوره صفوی
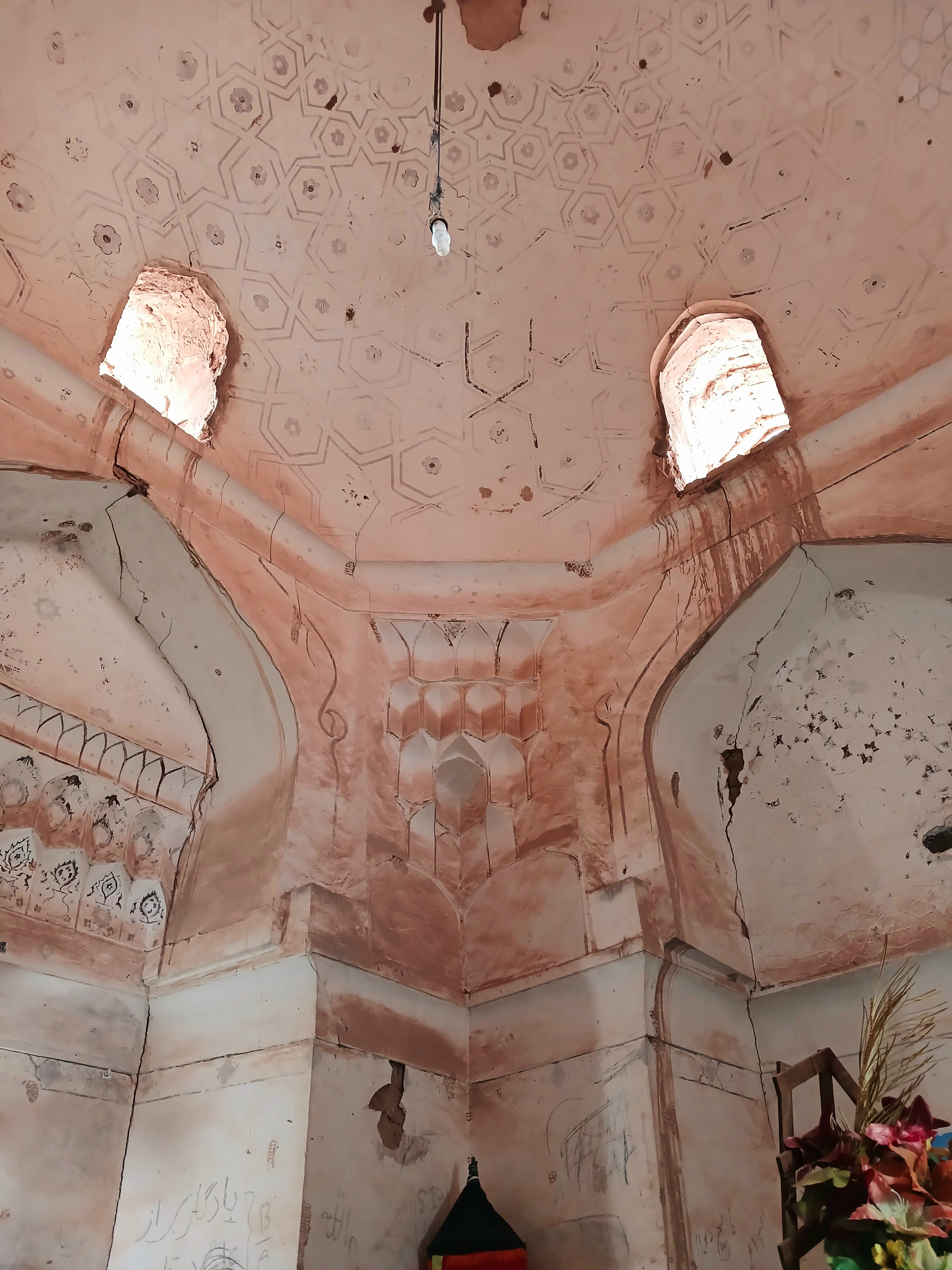
زیر گنبد جنوبی متعلق به دوره تیموری
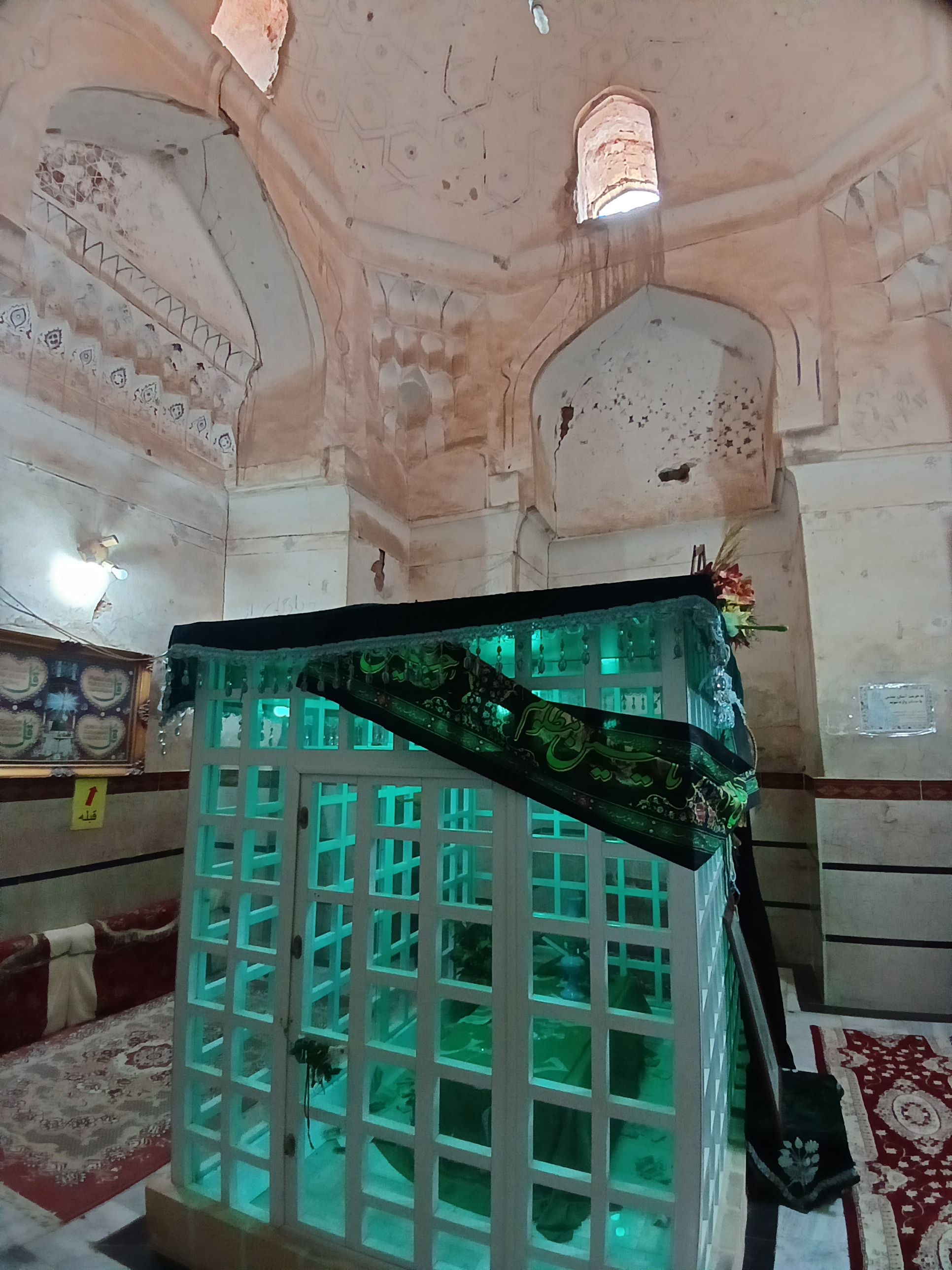
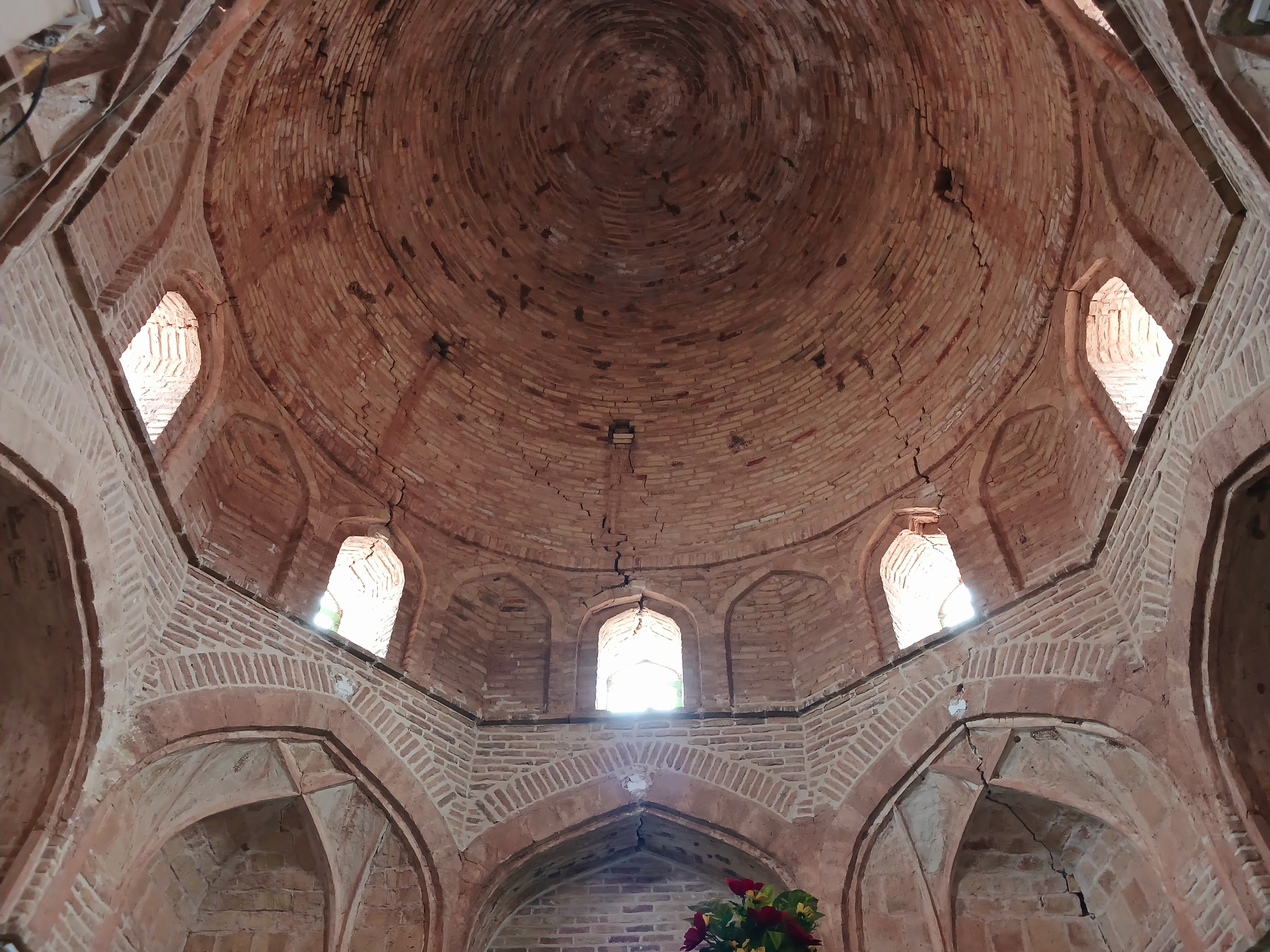
زیر گنبد شرقی (متعلق به دوره ایلخانی) که بنای گنبد ایرانی در آن بخوبی مشاهده می شود و تبدیل چهار ضلعی (مکعب بنای گنبدخانه) به هشت ضلعی که در کنج های آن فیل‌گوش (معماری) وجود دارد، نمایان است؛ این سازه سپس به دوازده ضلعی و سرانجام به دایره تبدیل می گردد که حجم گنبد برروی آن (رینگ گنبد) ساخته می شود
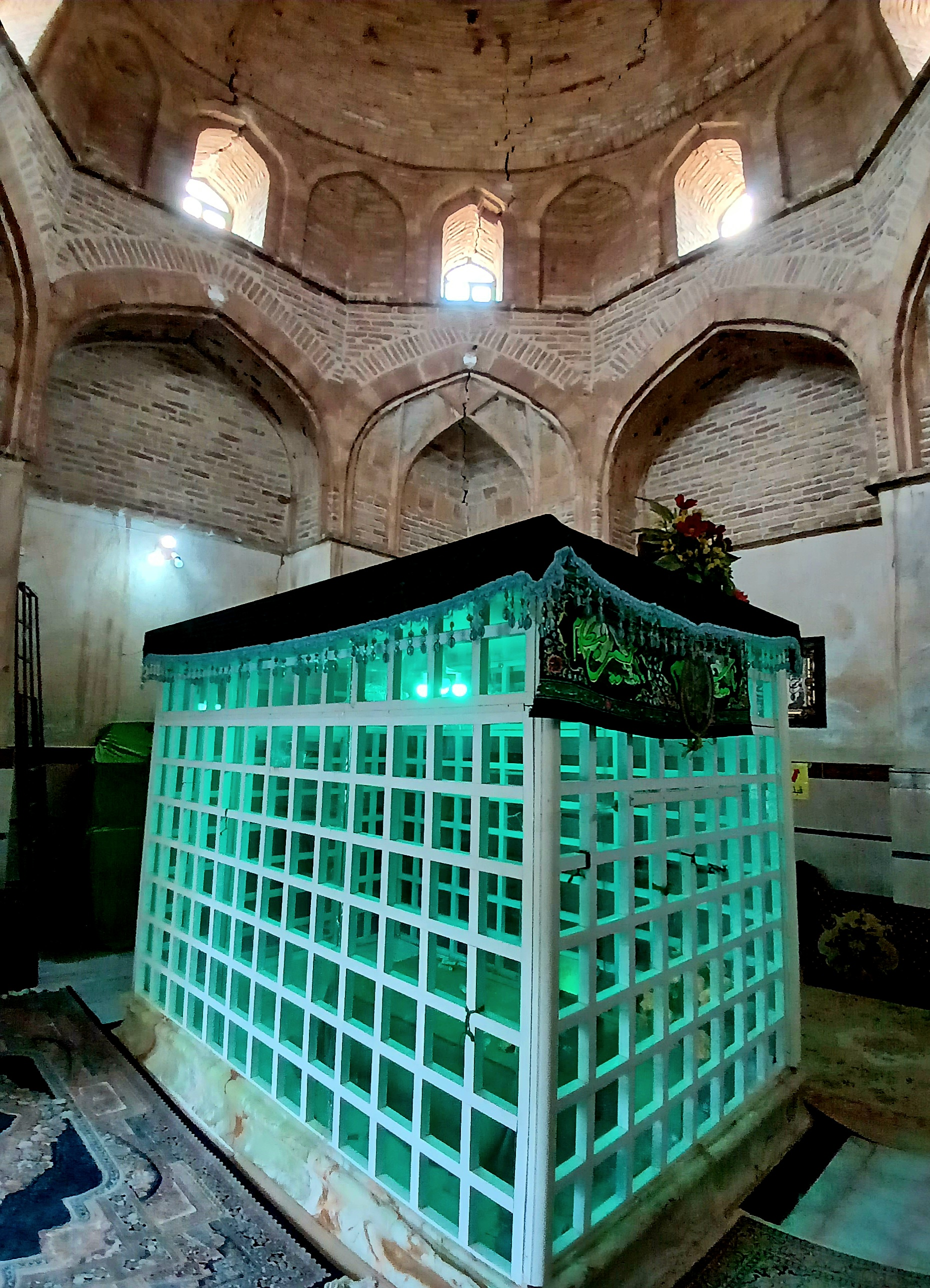
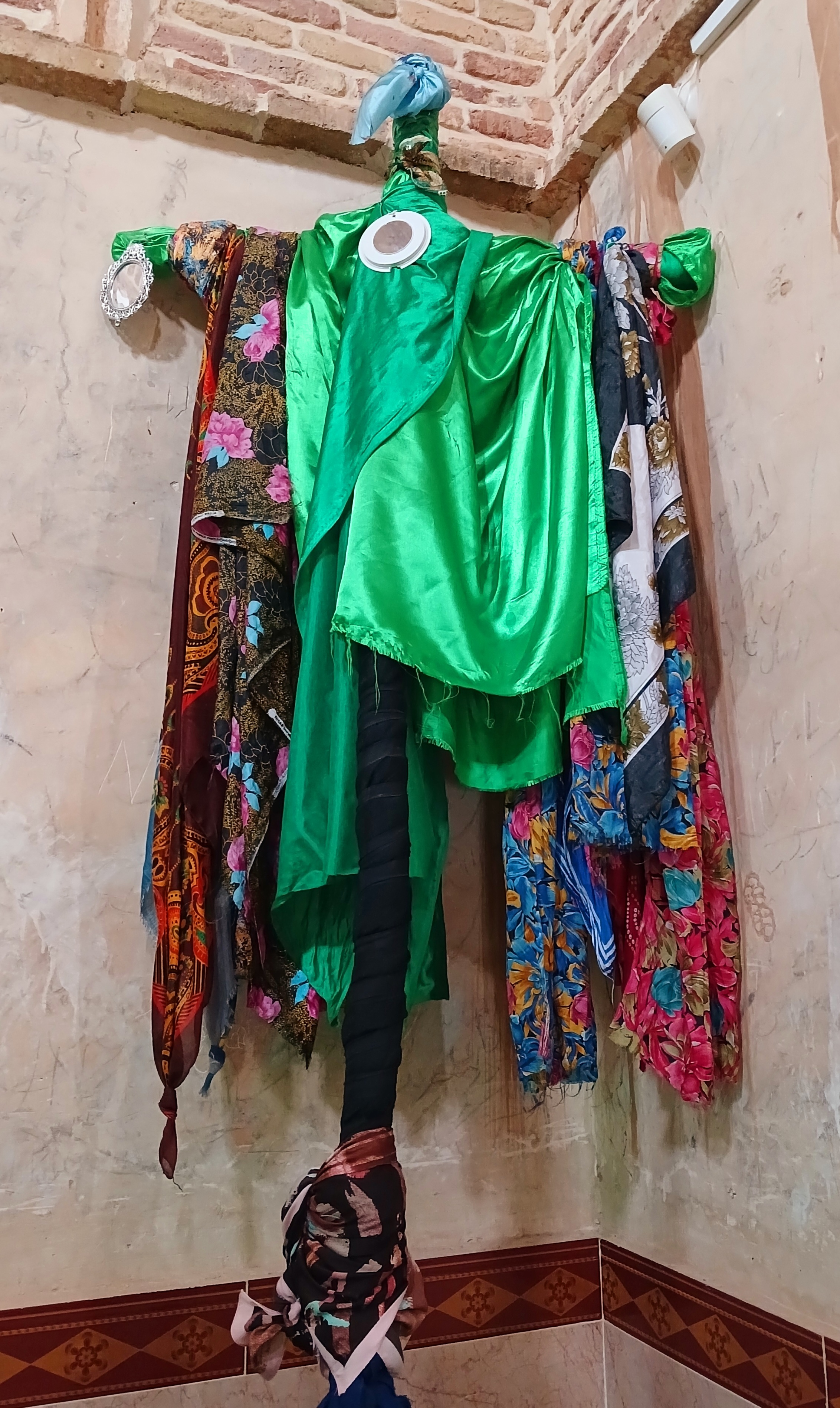
یک علم (عزاداری) که پارچه های زیادی بعنوان دخیل و نذورات به آن وصل شده اند
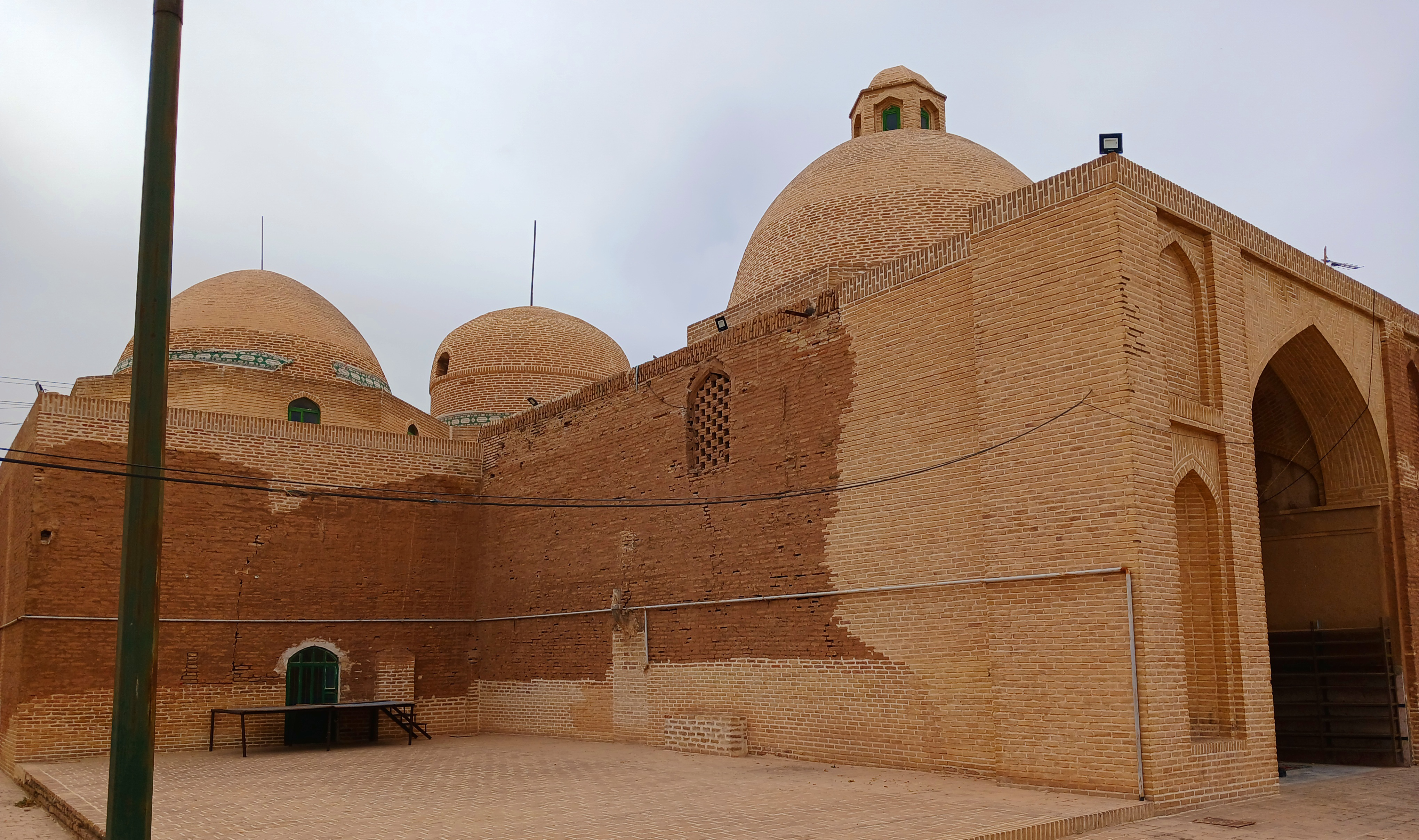
نمای شمال شرقی